# Johann Dryander

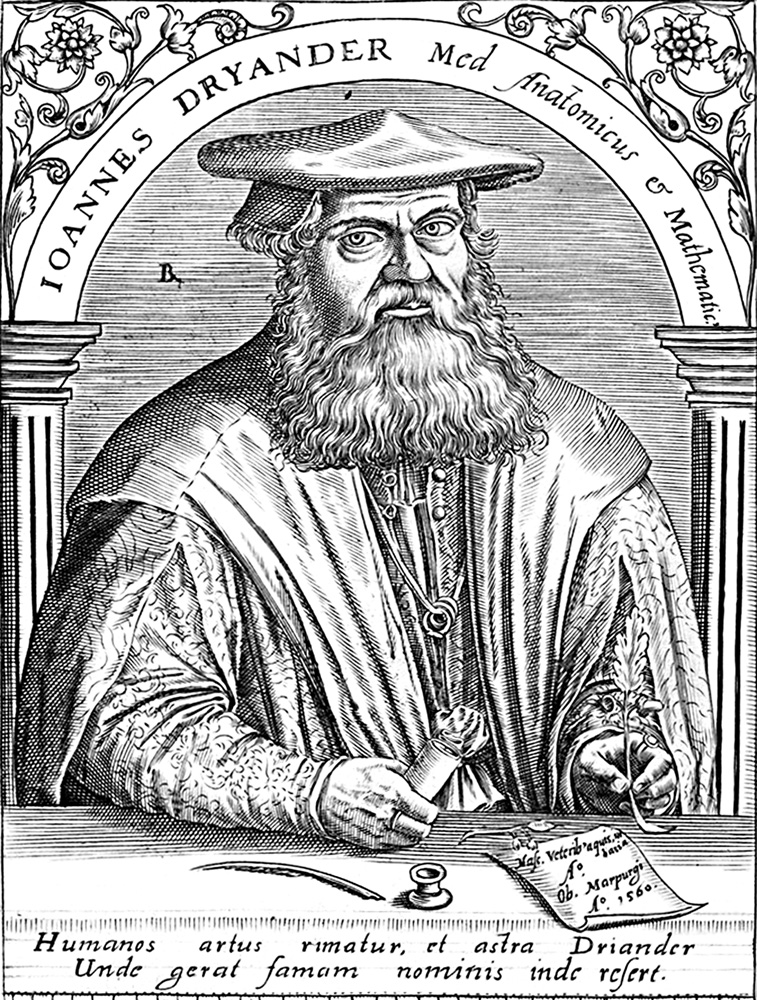
Darstellung aus Jean-Jacques Boissards Bibliotheca chalcographica (1597)

Johann Dryander (Johann Eichmann oder Eychmann, gräzisiert Johannes Dryander,* 27. Juni 1500 in Wetter; † 20. Dezember 1560 in Marburg) war ein deutscher Anatom, Arzt, Mathematiker und Astronom sowie Lehrstuhlinhaber für Medizin in Marburg. Bekannt wurde er in der Medizingeschichte durch seine frühen Sektionen im deutschsprachigen Raum. Er führte 1535 die erste wissenschaftliche Leichenöffnung in Hessen durch.

## Leben
Dryander studierte seit 1518 an der Universität Erfurt und wurde Famulus des Mediziners Euricius Cordus. Anschließend setzte er seine Studien in Bourges und von 1528 bis 1533 in Paris fort. In Paris hielt er Vorlesungen über Mathematik und Astronomie. Er nahm an mehreren Öffnungen von Leichen teil. Nach der medizinischen Promotion 1533 in Mainz oder Paris wurde er Leibarzt des Erzbischofs Johann von Metzenhausen in Koblenz und Trier.
Erzbischof Hermann V. von Wied,
der beeindruckt davon war, dass sein Bruder Johann III. von Wied-Runkel-Isenburg bei einem Aufenthalt im Bad Ems (in thermis Emseranis) erfolgreich durch einen Arzt aus Koblenz – dort praktizierten Sigismund Admiratus und Johann Dryander – behandelt worden war, ließ 1533 durch Heinrich Cornelius Agrippa von Nettesheim einen der beiden Koblenzer Ärzte bitten, zu ihm nach Bertrich zu kommen; letztlich kam Dryander der Bitte nach.
Der Koblenzer Stadtarzt Konrad Nyder († nach 1546) behauptete 1534 in einem Brief an Erasmus von Rotterdam, „Johannes Eychman alias Driander“ führe die Bezeichnung doctor unberechtigterweise (falso utitur nomine doctoris). 1535 wurde Johann Dryander zum Professor für Mathematik und Medizin an der Universität Marburg ernannt, wo er (1536?) den Lehrstuhl für Mathematik und später den medizinischen erhielt. Dort wurde er auch mehrmals zum Rektor der Hochschule bestellt.
Johann Dryander trat für die Medizinalreform der Landgrafschaft Hessen-Kassel ein und führte 1539 die Leprosenschau ein. In Marburg hielt er insgesamt vier Lehrsektionen (1. Juni 1535, 1. März 1536, erstes Halbjahr 1539 und im Jahr 1558) ab, die zu den frühesten in Deutschland gehören. Er praktizierte als Arzt 1539 an den Landesspitälern Kloster Haina und Kloster Merxhausen. Seine dabei ermittelten Kenntnisse veröffentlichte Johann Dryander darüber hinaus als einer der ersten Fachbuchautoren in mit Holzschnitten illustrierten Lehrbüchern. Einige der in seinen Büchern enthaltenen Holzschnitte stammen von dem Kupferstecher und Maler Hans Brosamer. 1536 und 1537 veröffentlichte er anatomische Lehrwerke, die auf den in Marburg durchgeführten Sektionen beruhende Abbildungen enthalten und noch vor den berühmten Tabulae anatomicae sex (1538) des Andreas Vesalius erschienen sind (In einer Publikation von 1541 benutzten Dryander und sein Herausgeber Egenolff jedoch auch Abbildungen Vesals). Als Astronom tat sich Johann Dryander als Verfasser viel benutzter Lehrbücher mit Beschreibungen und Verwendung von astronomischen Instrumenten hervor. 1538 erschien sein bedeutendes astronomisches Werk Astrolabii canones brevissimi. 1553 trug sich „Io. Dryander, medicinae professor Marpurgi“ in das Stammbuch von Abraham Ulrich ein.
1554 floh er vor der in Marburg grassierenden Pest nach Frankenberg (Eder). Dabei nahm der als Sommelier bekannte Professor zwölf Zentner in Fässern gelagerten Weins für den eigenen Gebrauch mit.
Johann Dryander veranlasste 1557 den Druck der allgemein als erste deutschsprachige Reisebeschreibung Brasiliens geltenden „Warhaftige Historia und beschreibung eyner Landtschafft der wilden, nacketen, grimmigen Menschfresser Leuthen in der Newenwelt America gelegen“ des Landsknechts Hans Staden. Graf Philipp II. von Nassau-Saarbrücken verkaufte 1557 dem Marburger Professor der Medizin Dr. Johann Dryander genannt Eichmann und dessen Ehefrau Susanna für 1000 Gulden eine ablösbare Rente von 50 Gulden auf die Kellerei Gleiberg, die nach Dryanders Tod an seine Witwe weiter gezahlt wurde.
Nach seinem Tod 1560 blieb Marburgs einziger medizinischer Lehrstuhl trotz der Bemühungen der Universität um einen Nachfolger für fünf Jahre unbesetzt.

## Familie
Johann Dryander war (vor 1538) verheiratet mit Susanna Reichwin († nach 1569) von „Mundbaurn“ (Montabaur) – einer Verwandten (Schwester oder Kusine) des Arztes Simon Reichwein von Montabaur, der um 1535 Dryanders Nachfolger als Leibarzt des Trierer Kurfürsten wurde. Der hessische Vizekanzler Valentin Breul d. Ä. (* um 1500/05; † 1547), der aus einer Lichtenauer Familie stammte und in Allendorf geboren wurde, schrieb am 20. August 1537 ein Vorwort, in dem er Dryander als seinen „freuntlichen lieben Schwager“ bezeichnete. Aus dieser Notiz ist in Unkenntnis der anders lautenden urkundlichen Belege in älterer Literatur fälschlich geschlossen worden, dass Dryanders Ehefrau und Witwe Susanna aus Montabaur mit Nachnamen „Breul“ geheißen habe. Möglicherweise hat Johann Dryander eine erste Ehe mit einer Schwester von Valentin Breul geschlossen, ein Sohn Valentin Dryander wurde um 1530 geboren. Der Vizekanzler Breul war seit 1536 mit Eulalia (Adelheid) Geude († 1552) verheiratet.
Der Sohn Caspar Dryander (1538–1612) heiratete 1580 Felicitas Geltenhauer, eine Tochter von Gerhard Geldenhauer und Schwester von Gerhard Eobanus Geldenhauer. Er war landgräflich-hessischer Zollschreiber (oberster Leiter der Zollverwaltung in Hessen-Rheinfels bzw. Hessen-Kassel). Katharina Dryander (1530–1594), eine Tochter (Schwester?) Johann Dryanders, heiratete um 1544 den Pfarrer Johannes Pincier (1521–1591) in Wetter; sie waren die Schwiegereltern des Gräzisten Friedrich Sylburg. Johannes Pinciers Schwester war mit Eucharius Dryander, einem Bruder Johann Dryanders verheiratet.
Ein vermutlicher Sohn oder eher Neffe „Henricus Dryander, Wetteranus Hessus“ immatrikuliert sich 1558/59 in Basel, erwarb das Basler Bürgerrecht und wurde Mitarbeiter von Johannes Oporinus.
Die Söhne Valentinus Dryander (erw. 1545–1560), 1560 Stammbucheinträger bei Conrad Gesner, und Johannes Dryander (1540–1584) wurden wie ihr Vater Mediziner. Johannes Dryander d. J., 1575 Stammbucheinträger bei David Wirsing in Heidelberg,  wurde 1579 zum Arzt für die Armen in den Hospitälern Haina und Merxhausen bestellt. Er heiratete 1580 Agnes Lorichius († vor 1606), eine Tochter des Medizinprofessors Joseph Lorich und Nachkommin von Landgraf Ludwig II. von Hessen. Beider Sohn Johannes Andreas Dryander (1580–1625) war Rat und Lehn-Secretarius in Kassel. Johannes Andreas Dryander war um 1610 in Marburg Stammbucheinträger bei Georg Schütz (1587–1637), einem Bruder von Heinrich Schütz, 1622/25 in Kassel bei Daniel Stolz von Stolzenberg und 1623 in Köthen bei dem Anhalt-Köthenschen Sekretär und Registrator Zacharias Straube († nach 1643).

## Wappen
Geteilt, oben wachsender Knabe mit je einer Eichel in den erhobenen Händen. Das Wappen findet sich auf dem Epitaphen des Caspar Dryander und seiner Frau Felicitas Geltenhauer und eines ihrer Kinder in der Evangelischen Stiftskirche St. Goar. Unter den weiteren Ahnenwappen Caspar Dryanders findet sich auch das von den Reichwein zu Montabaur geführte Wappen seiner Mutter (Schrägbalken, begleitet von zwei Lilien).

## Schriften
- Anatomia capitis humani. Marburg 1536.
- Anatomiae, hoc est, corporis humani dissectionis pars prior. Marburg 1537.
- Der gantzen Artzenei gemeyner Inhalt, Wes einem Artzt, bede in der Theoric vnd Practic zusteht, Mit anzeyge bewerter Artzneienn, zu allen leiblichen Gebrechenn, durch natürliche mittel, Hiebei beneben des menschen cörpers Anatomei, warhafft Contrafeyt, und beschriben; Allen Artzten, und eim ieden zu sein selbs, unnd seins nehsten noturfft dienlich, wol zu haben und zuwissen. Ch. Egenolff, Frankfurt am Main 1542 (digitale-sammlungen.de).
- Sonnawern allerhandt künstlich zu machen. Marburg 1543 (dfg-viewer.de).
- Cylindri usus et canones. Marburg 1543 (dfg-viewer.de).
- Vom Eymsser Bade, was natur es in jm hab. Wie man sich darin halten soll. Auch zu was kranckheit es gebraucht sol werdenn […]. Peter Iordan, Mainz 1535 (Nachdruck hrsg. von Irmgard Müller. Basilisken, Marburg 1981).
  - Vom Eymsser Bade. Was natur es in jm hab. Wie man sich darin halten soll. Auch was zu kranckheit es gebraucht sol werden. Jakob Cammerlander, Straßburg 1541 (digitale-sammlungen.de).
- als Hrsg.: Mondino dei Luzzi: Anatomia Mundini. Adsunt et scholia non indocta, quae prolixorum commentariorum vice esse possunt. Egenolff, Marburg 1541 (archive.org).
- als Hrsg.: Euricius Cordus: (Liber) 'De urinis, das ist von rechter besichtigunge des harns und ihrem mißbrauch. Frankfurt 1543.
- Ein new Artzney und Practicyr Büchlein. Frankfurt am Main 1557 (archive.org).
- Practicierbüchlin Außerlesener Artzeneystück. Wie alle leibliche Gebrechen vnnd Kranckheiten deß Menschen durch natürliche Mittel curiert vnd geheilt werden mögen … Frankfurt am Main: Verlag Christian Egenolphs Erben 1589. (Faksimiledruck Antiqua-Verlag Lindau 1979)